# Король Лев (мюзикл)
«Король Лев» (англ. The Lion King) — мюзикл, основанный на одноимённом мультфильме компании Disney с использованием музыки Элтона Джона и словами Тима Райса. Срежиссированный Джули Теймор, мюзикл включает в себя актёров в костюмах животных, а также огромных кукол. Шоу продюсируется компанией Disney Theatrical.
Мюзикл был впервые показан 8 июля 1997 года, в Миннеаполисе, штат Миннесота в театре Orpheum, и имел огромный успех ещё до премьеры на Бродвее в New Theater 15 октября 1997 года с последующим официальным открытием 13 ноября 1997 года. 13 июня 2006 года мюзикл был перемещён в Minskoff Theatre, уступив своё место Мэри Поппинс. Мюзикл является восьмым наиболее продолжительным по показу шоу в истории Бродвея.
В Лондоне мюзикл дебютировал 19 октября 1999 года в Лицеуме и до сих пор проводится там.

## Постановки в США и других странах мира

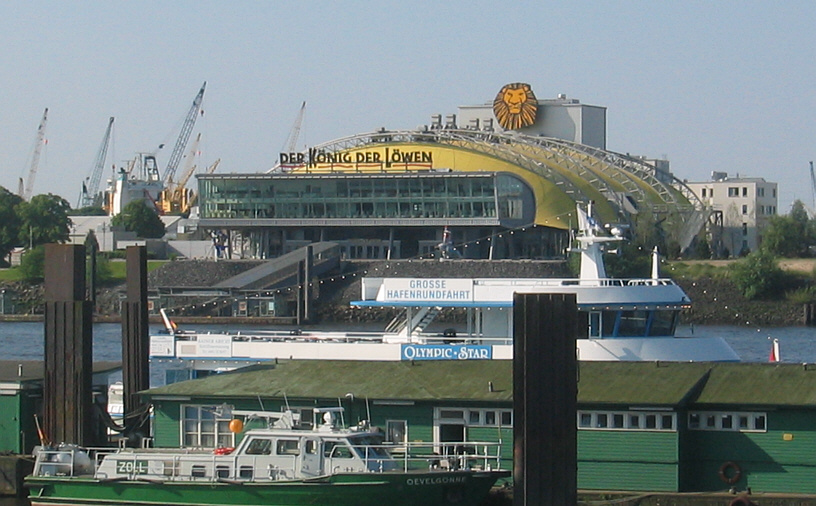
Гамбург, Германия: Lion King Theatre

После успеха на Бродвее шоу было поставлено в 1999 году в Великобритании и на данный момент проходит в Лондонском Lyceum Theatre. Джули Теймор возглавила Великобританскую постановку вместе с Мелиссой Де Мело в роли продюсера.
Канадская постановка происходила в Лондоне с 1994 по 2004 год в Princess of Wales Theatre.
Постановка в Лос-Анджелесе начала свою работу 29 сентября 2000 года в Pantages Theatre, официальное открытие состоялось 19 октября 2000 года. Шоу было закрыто 12 января 2003 года после проведения 952 показов.
С 16 октября 2003 по 26 июня 2005 года мюзикл проводился в Capitol Theatre в Сиднее, начиная с 28 июля 2005 года по 4 июня 2006 года постановка проводилась в Regent Theatre в Мельбурне.
С 28 октября 2006 года по 28 октября 2007 года показывалась корейская постановка в Южном Сеуле.
Голландская постановка проходила в Circus Theater с 2004 года по 27 августа 2006 года, после чего её заменил Тарзан.
В июне 2007 года мюзикл был впервые показан в Южной Африке в городе Йоханнесбург, шоу было закрыто 17 февраля 2008 года.
22 сентября 2007 года мюзикл дебютировал в Париже в Théâtre Mogador.
На данный момент в США проходит только одна гастролирующая постановка (раньше гастролировали две одновременно). Гастрольная версия мюзикла очень похожа на оригинальную Бродвейскую постановку, однако передвижные элементы (Стадо, Скала Прайда и др.) были изменены в сторону меньшей стоимости обслуживания. Изменениям так же подверглось солнце в первой сцене (оно стало меньше), а также уменьшились размеры сцены и оркестровой ямы.
С августа 2008 года по 24 августа 2009 года постановка показывалась в Тайбэе, Тайвань.
Мюзикл проходил в январе 2008 года в Мексике (на английском языке).
15 мая 2009 года была открыта постановка в Лас Вегасе.
В 2011 году была открыта испанская постановка в Мадриде.

## Сюжет

### Песни
| Название                     | Автор(ы)                           | Исполнитель(ли)                          |
| ---------------------------- | ---------------------------------- | ---------------------------------------- |
| Circle of Life               | Элтон Джон и Тим Райс              | Рафики и хор                             |
| Grasslands Chant             | Лебо М                             | Хор                                      |
| The Morning Report*          | Элтон Джон и Тим Райс              | Зазу, Молодой Симба и Муфаса             |
| The Lioness Hunt             | Лебо М                             | Хор                                      |
| I Just Can’t Wait to Be King | Элтон Джон и Тим Райс              | Молодой Симба, Молодая Нала, Зазу и хор  |
| Chow Down                    | Элтон Джон и Тим Райс              | Шензи, Банзай и Эд                       |
| They Live in You             | Марк Манчина, Джей Рифкин и Лебо М | Муфаса и хор                             |
| Be Prepared                  | Элтон Джон и Тим Райс              | Шрам, Шензи, Банзай, Эд и хор            |
| The Stampede/Rafiki Mourns   | Ханс Циммер и Лебо М               | Рафики и хор                             |
| Hakuna Matata                | Элтон Джон и Тим Райс              | Тимон, Пумба, Молодой Симба, Симба и хор |

| Название                                    | Автор(ы)                                        | Исполнитель(ли)                               |
| ------------------------------------------- | ----------------------------------------------- | --------------------------------------------- |
| One by One                                  | Лебо М                                          | Хор                                           |
| The Madness of King Scar                    | Элтон Джон и Тим Райс                           | Шрам, Зазу, Банзай, Шензи, Эд и Нала          |
| Shadowland                                  | Ханс Циммер, Лебо М и Марк Манчина              | Нала, Рафики и хор                            |
| Endless Night                               | Джули Теймор, Лебо М, Ханс Циммер и Джей Рифкин | Симба и хор                                   |
| Can You Feel the Love Tonight               | Элтон Джон и Тим Райс                           | Тимон, Пумба, Симба, Нала и хор               |
| He Lives in You (Reprise)                   | Марк Манчина, Джей Рифкин и Лебо М              | Рафики, Симба и хор                           |
| Simba Confronts Scar                        | Марк Манчина и Роберт Елхаил                    | Инструментальная                              |
| King of Pride Rock/Circle of Life (Reprise) | Ханс Циммер и Лебо М/Элтон Джон и Тим Райс      | Рафики, Симба, Нала, Пумба, Тимон, Зазу и хор |

* вырезано из мюзикла 27 июня 2010 года

## Отличия от мультфильма
В мюзикл были включены некоторые изменения и дополнения по сравнению с оригинальным мультфильмом. Мандрила Рафики сделали женщиной, так как Теймор считала, что в мультфильме не было действительно сильных женщин. В Бродвейской версии мюзикла Рафики сыграла Тсидии Ле Лока, в Лондонской — Джозет Бушёл-Минго.

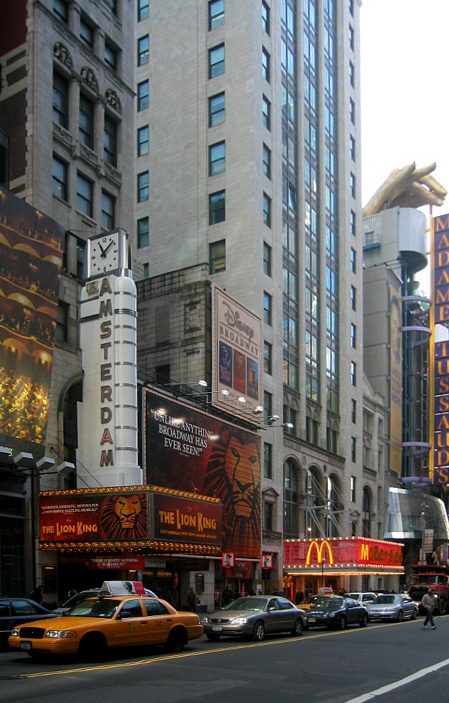
Король Лев на Бродвее. Изначально шоу проходило в New Amsterdam Theater (на картинке), сейчас оно проходит в Minskoff Theatre.

Были добавлены новые сцены, такие как разговор между Муфасой и Зазу об отцовстве Муфасы и сцена в которой Тимон тонет в водопаде, а Симба не может ему ничем помочь. Один из важных повествующих элементов это уход Налы на поиски помощи в сцене «Безумие Короля Шрама», где постепенно сходящий с ума Шрам пытается сделать Налу своей женой. Нала отказывается и позже заявляет о том, что она покинет Земли Прайда и будет искать помощь. Другие львицы и Рафики одобряют эту идею в новой песне «Shadowland».

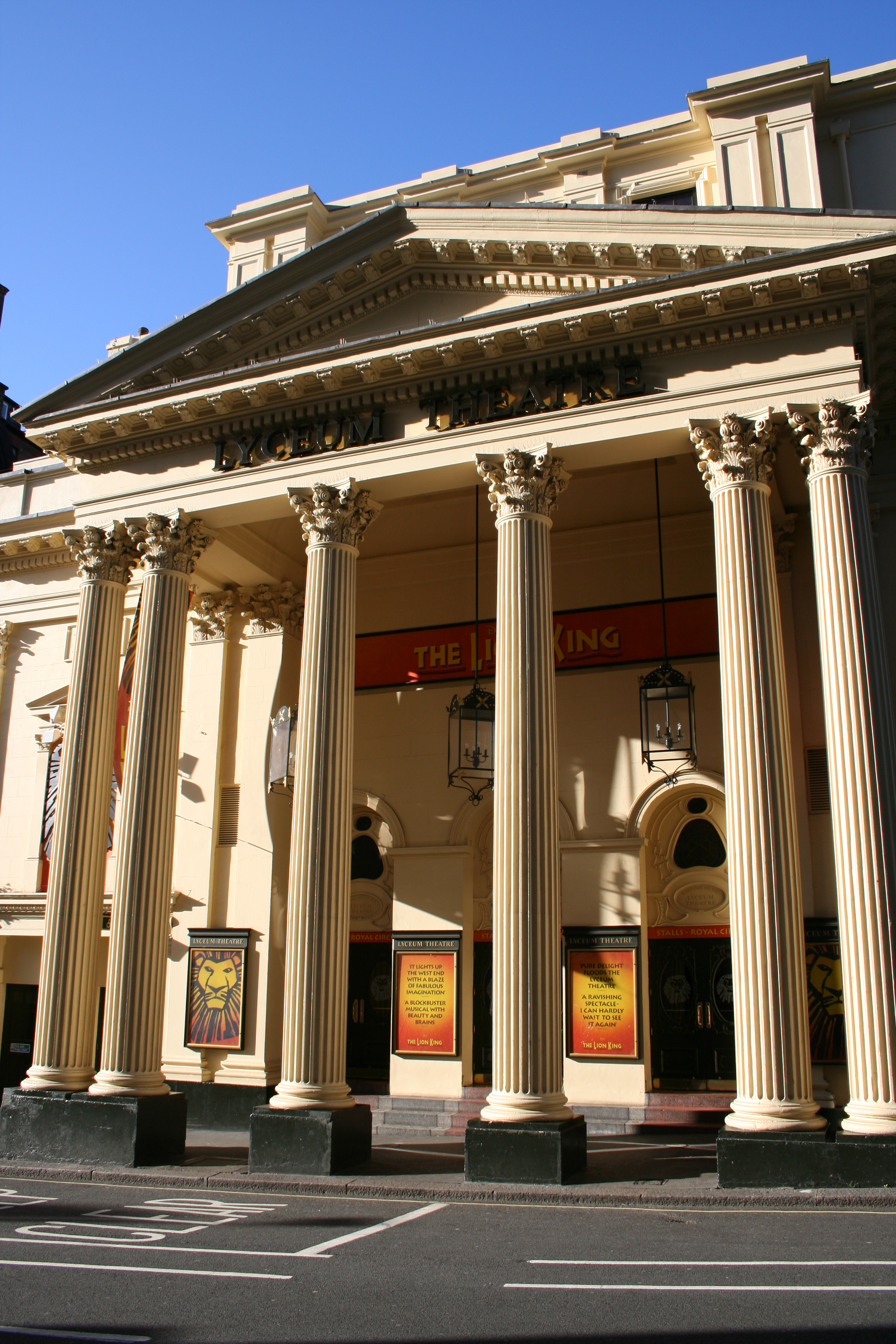
Король Лев в Лондоне

Так же как и предшественник, мюзикл Красавица и Чудовище, в постановку были добавлены дополнительные песни, включая Morning Report, которую поет Зазу, эта песня была позже добавлена в DVD версии оригинального мультфильма. «Shadowland», которая не была использована в мультфильме, её поют Нала, львицы и Рафики. «Endless Night», которую поет Симба в ответ на обещание Муфасы всегда быть с ним. «One By One», спетая Ансамблем в начале второго акта.
Многие животные в мюзикле — актёры в костюмах с дополнительными приспособлениями для передвижения костюмов. Например жирафы — это актёры, ходящие на ходулях. Костюмы Муфасы и Шрама включают в себя механические держатели для масок, которые можно поднимать и опускать, чтобы показать «стычки» между героями. Такие герои, как Зазу, Тимон, Пумба и гиены, являются актёрами в полноразмерных куклах или костюмах. Теймор описывает Тимона как одного из самых сложных в управлении персонажей, так как движение головы и рук куклы несет в себе достаточно большую нагрузку на тело актёра.
Зрители видят хор, в отличие от других мюзиклов, где его обычно скрывают в тени.
Сцена «Охота Львиц» включает в себя достаточно сложный танец, который должны танцевать актрисы, но он становится ещё сложнее из-за масок, которые надеты на них.
Во время постановки в Китае в шоу были добавлены китайские элементы. Одна из песен была адаптирована к поп-песне «Mice Love Rice». Также актёры шутили и даже пытались завести разговоры со зрителями.
27 июня 2010 года 9 минут Бродвейской версии были удалены, включая песню «Morning Report».
| Актёр                | Роль          |
| -------------------- | ------------- |
| Jason Raize          | Симба         |
| Scott Irby-Ranniar   | Молодой Симба |
| John Vickery         | Шрам          |
| Samuel E. Wright     | Муфаса        |
| Хизер Хидли          | Нала          |
| Kajuana Shuford      | Молодая Нала  |
| Tsidii Le Loka       | Рафики        |
| Макс Каселла         | Тимон         |
| Tom Alan Robbins     | Пумба         |
| Geoff Hoyle          | Зазу          |
| Gina Breedlove       | Сараби        |
| Tracy Nicole Chapman | Шензи         |
| Stanley Wayne Mathis | Банзай        |
| Kevin Cahoon         | Эд            |

| Актёр                                                  | Роль          |
| ------------------------------------------------------ | ------------- |
| Roger Wright                                           | Симба         |
| Люк Янгблод                                            | Молодой Симба |
| Rob Edwards                                            | Шрам          |
| Cornell John                                           | Муфаса        |
| Paulette Ivory                                         | Нала          |
| Pippa Bennett-Warner/Nathalie Emmanuel/Dominique Moore | Молодая Нала  |
| Josette Bushell-Mingo                                  | Рафики        |
| Simon Gregor                                           | Тимон         |
| Martyn Ellis                                           | Пумба         |
| Gregory Gudgeon                                        | Зазу          |
| Dawn Michael                                           | Сараби        |
| Stephanie Charles                                      | Шензи         |
| Paul J. Medford                                        | Банзай        |
| Christopher Holt                                       | Эд            |

## Записи

Оригинальная Бродвейская запись

Были записаны различные версии постановок:
- 1997 Бродвейский состав
- 1999 Японский состав
- 2002 Гамбургский состав
- 2004 Нидерландский состав
- 2007 Французский состав
- 2007 Южноафриканский состав (Живое исполнение)
- 2011 Мадрид состав
- 2015 Мехико состав

Примечание: Запись «The Lion King», сделанная оркестром и певцами Лондонского театра, выпущена 14 ноября 2000 года (D-3 Entertainment, ASIN: B00004ZDR6) и не является официальной записью Лондонского состава.

## Награды

### Премия Тони
| Награда                    | Выиграл | Номинанты |
| -------------------------- | ------- | --- |
| Лучший мюзикл              | Да      | Disney Theatrical Productions |
| Лучший дизайн сцены        | Да      | Ричард Хадсон |
| Лучшие костюмы             | Да      | Джули Теймор и Михаэль Кюри |
| Лучший свет                | Да      | Дональд Холдер |
| Лучшая хореография         | Да      | Гард Феган |
| Лучшая режиссура мюзикла   | Да      | Джули Теймор |
| Лучший сценарий            | Нет     | Роджер Аллерс и Ирен Меччи |
| Лучшая музыка              | Нет     | Элтон Джон (музыка), Тим Райс (слова), Ханс Циммер (музыка), Лебо М (музыка и слова), Марк Манчина (музыка и слова), Джей Рифкин (музыка и слова), Джули Теймор (слова) |
| Лучшая игра героя          | Нет     | Самуэль Е. Райт |
| Лучшая игра героини        | Нет     | Тсидии Ле Лока |
| Лучшая музыка для оркестра | Нет     | Роберт Эльхаи, Дэвид Мецгер, Брюс Фовлер |

### 1998 Доска Наград
- Лучший мюзикл — Продюсер: Disney Theatrical Productions (номинант)
- Лучшая игра героя — Макс Каселла, Джеффри Хойл (номинант)
- Лучшая игра героини — Тсидии Ле Лока (ПОБЕДИЛ)
- Лучшая хореография — Гард Феган (ПОБЕДИЛ)
- Лучшая режиссура — Джули Теймор (ПОБЕДИЛ)
- Лучшая музыка для оркестра — Роберт Эльхаи, Дэвид Мецгер, Брюс Фовлер (номинант)
- Лучший дизайн окружения — Ричард Хадсон (ПОБЕДИЛ)
- Лучший дизайн костюмов — Джули Теймор (ПОБЕДИЛ)
- Лучший дизайн света — Дональд Холдер (ПОБЕДИЛ)
- Лучший дизайн звука — Тони Меола (ПОБЕДИЛ)
- Лучший дизайн кукол — Джули Теймор, Михаэль Кюри (ПОБЕДИЛ)

### 1998 Театральная Мировая Премия
- Макс Каселла (ПОБЕДИЛ)

### 2008 Премия Мольера за «Короля Льва»
- Костюм Мольера — Дизайн костюмов (Джули Теймор) (ПОБЕДИЛ)
- Мольер творца света — Дизайн света (Дональд Холдер) (ПОБЕДИЛ)
- Мольер музыкального шоу (ПОБЕДИЛ)